# Gobernación de Nablus
La gobernación de Nablus o Naplusa (en árabe: محافظة نابلس‎) es una de las dieciséis gobernaciones del Estado de Palestina,ubicada en el altiplano central de Cisjordania, 53 kilómetros al norte de Jerusalén. Abarca el área alrededor de Nablus, ciudad que sirve como centro administrativo de la gobernación. Actualmente el gobernador es Mahmoud Aloul.

## Ciudades
La única ciudad de la gobernación es Nablus.
- Nablus

### Pueblos
Las siguientes localidades tienen una población superior a 4000 habitantes:
- Aqraba
- Asira al-Shamaliya
- Beita
- Huwara
- Jammain
- Qabalan
- Sebastia

### Campos de refugiados
- Askar
- Balata
- Ein Beit al-Ma'